# Дусматов, Хасанбой Марфжон угли
Хасанбой Маруфжон угли Дусматов (узб. Дўсматов Хасанбой Марфжон ўғли; род. 24 июня 1993, Андижанская область, Узбекистан) — узбекский боксёр-профессионал, выступающий в первом наилегчайшем весе (49 кг). Двукратный Олимпийский чемпион (2016 года, 2024 года) чемпион мира (2023), серебряный призёр чемпионата мира (2017), чемпион Азиатских игр (2022), серебряный призёр Азиатских игр (2018), трёхкратный чемпион Азии (2015, 2017, 2022), победитель Универсиады (2013) в любителях. Обладатель Кубка Вэла Баркера 2016 года.
В 2013—2014 годах был участником полупрофессиональной украинской команды боксёров «Украинские атаманы».
Среди профессионалов действующий чемпион по версии WBA International в 1-м наилегчайшем весе.

## Биография

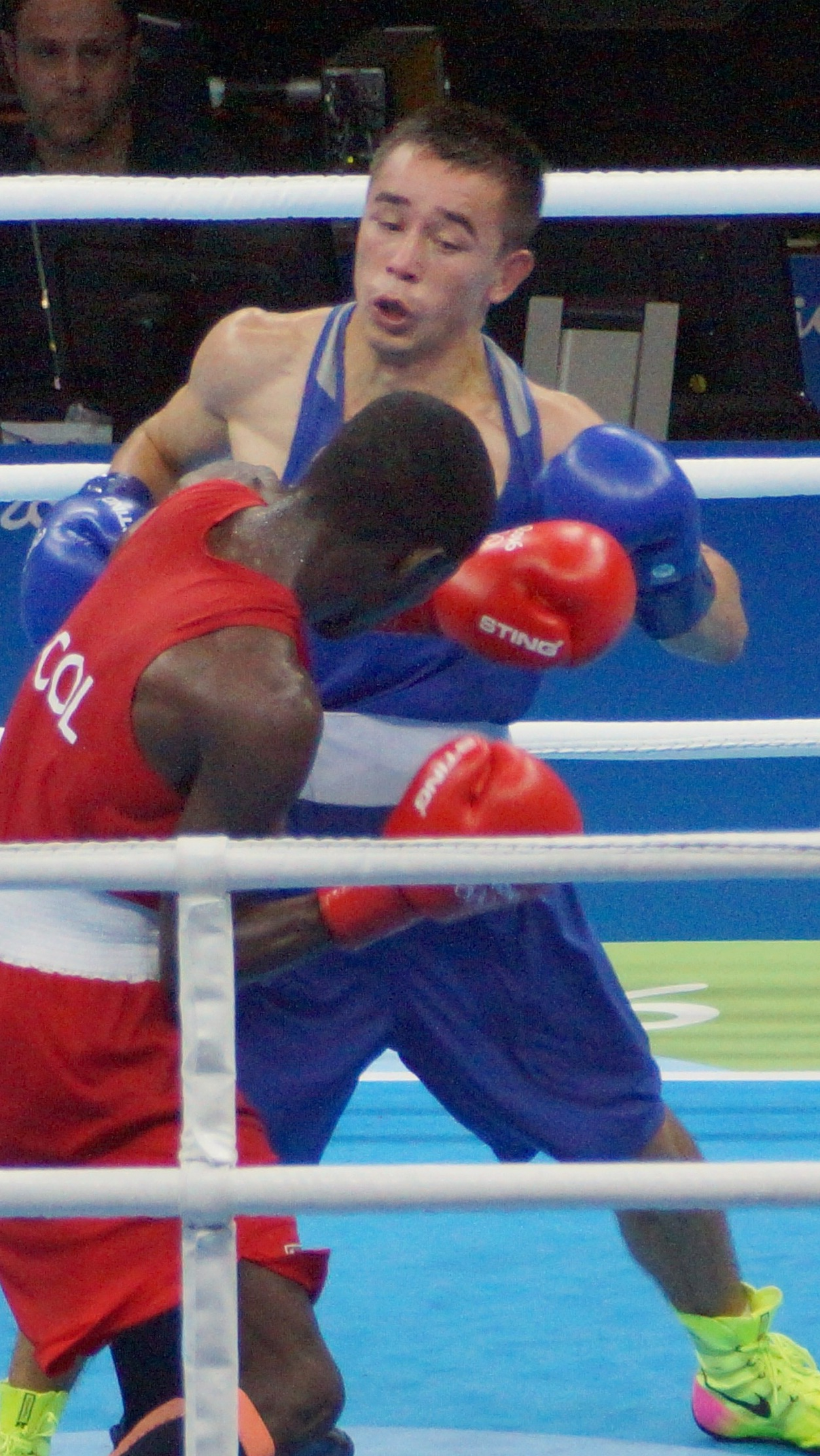
Хасанбой Дусматов

Хасанбой Дусматов родился 24 июня 1993 года в Андижанской области.
Постоянно проживает в Андижане. Тренер — Зиятдинбек Тойгонбаев.

## Любительская карьера
Первого большого успеха добился в 2009 году, заняв первое место на Международном турнире памяти чемпиона РК Ф. Шоназарова в Казахстане. В 2011 году выиграл национальный молодёжный чемпионат в весовой категории до 49 кг.
В 2013 году стал девятым на Чемпионате мира АИБА в Алмате (Казахстан). В 2014 году в составе «Украинских атаманов» выиграл четвертьфинальный бой у россиянина Давида Айрапетяна. В том же году занял второе место на национальном чемпионате Узбекистана и седьмое место на Азиатских играх в Инчхоне. В 2015 году провёл 7 боёв в рамках World Series Boxing, одержав победы во всех семи поединках
В рейтинге AIBA на 17 февраля 2016 года занимал 11-е место.

### Результаты в любителях

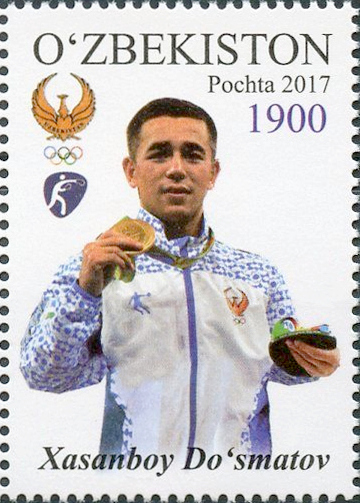
Дусматов на памятной марке Узбекистана, 2017

- 2009 — Международный турнир памяти чемпиона РК Ф. Шоназарова (Уральск, Казахстан) — 1-е место
- 2011 — Молодёжный чемпионат Узбекистана — 1-е место
- 2012 — 46-й Международный турнир класса «А» памяти Макара Мазая (Мариуполь, Украина) — 1-е место
- 2012 — IV Международный турнир памяти Президента Чеченской Республики А. Х. Кадырова (Россия) — 1-е место
- 2012 — Чемпионат Узбекистана — 1-е место
- 2013 — Узбекский национальный Кубок — 1-е место
- 2013 — Летняя Универсиада (Казань, Россия) — 1-е место
- 2013 — Чемпионат Узбекистана — 1-е место
- 2013 — Турнир четырёх наций (Астана, Казахстан) — 1-е место
- 2013 — Международный турнир памяти Николая Мангера (Херсон, Украина) — 1-е место
- 2014 — VI Международный турнир памяти Президента Чеченской Республики А. Х. Кадырова (Россия) — 1-е место
- 2014 — Международный турнир памяти Сиднея Джексона (Ташкент, Узбекистан) — 1-е место
- 2015 — Chemistry Cup (Галле, Германия) — 1-е место
- 2015 — Чемпионат Азии по боксу (Бангкок, Таиланд) — 1-е место
- 2016 — Летние Олимпийские игры (Рио-да-Жанейро, Бразилия) — 1-е место
- 2017 — Чемпионат Азии по боксу (Ташкент, Узбекистан) — 1-е место
- 2021 —  На чемпионате мира по боксу 2021 прошедшем в Белграде (Сербия) в первом же раунде единогласным решением проиграл.
- 2023 — Чемпионат мира по боксу (Ташкент, Узбекистан) — 1-е место
- 2024 - Летние Олимпийские игры (Париж, Франция) — 1-е место

## Профессиональная карьера
16 ноября 2019 года начал профессиональную карьеру.

## Статистика профессиональных боёв
В таблице перечислены результаты всех поединков боксёров.
В каждой строке указан результат поединка. Дополнительно номер поединка обозначен цветом, который обозначает итог поединка. Расшифровка обозначений и цветов представлена в нижеследующей таблице.
| Пример | Расшифровка                     |
| ------ | ------------------------------- |
|        | Победа                          |
|        | Ничья                           |
|        | Поражение                       |
|        | Планируемый поединок            |
|        | Поединок признан несостоявшимся |
| КО     | Нокаут                          |
| ТКО    | Технический нокаут              |
| PTS    | Решение судей (по очкам)        |
| UD     | Единогласное решение судей      |
| MD     | Решение большинства судей       |
| SD     | Раздельное решение судей        |
| RTD    | Отказ от продолжения боя        |
| DQ     | Дисквалификация                 |
| NC     | Поединок признан несостоявшимся |

| 5 поединков, 5 побед (5 нокаутом). | 5 поединков, 5 побед (5 нокаутом). | 5 поединков, 5 побед (5 нокаутом). | 5 поединков, 5 побед (5 нокаутом). | 5 поединков, 5 побед (5 нокаутом).                                 | 5 поединков, 5 побед (5 нокаутом). | 5 поединков, 5 побед (5 нокаутом).                                                     |
| Бой                                | Рекорд                             | Дата боя                           | Соперник                           | Место проведения боя                                               | Раундов, время                     | Дополнительно                                                                          |
| ---------------------------------- | ---------------------------------- | ---------------------------------- | ---------------------------------- | ------------------------------------------------------------------ | ---------------------------------- | -------------------------------------------------------------------------------------- |
| 5                                  | 5-0                                | 21 мая 2022                        | Мойзес Каро Гутьеррес (10-0-2)     | Centro de Convenciones CEART, Мехикали, Нижняя Калифорния, Мексика | TKO 3 (8), 0:30                    |                                                                                        |
| 4                                  | 4-0                                | 3 декабря 2021                     | Хосе Антонио Ривас (18-12-4)       | Hotel Renaissance, Ташкент, Узбекистан                             | RTD 4 (10), 3:00                   | Счёт после остановки боя: 40-35 (трижды).                                              |
| 3                                  | 3-0                                | 3 апреля 2021                      | Мухсин Кизота (11-2)               | Хумо Арена, Ташкент, Узбекистан                                    | TKO 2 (10), 2:02                   | Завоевал вакантный титул чемпиона по версии WBA International в 1-м наилегчайшем весе. |
| 2                                  | 2-0                                | 24 декабря 2020                    | Одилжон Соткинов (дебют)           | УСК «Крылья Советов», Москва, Россия                               | TKO 1 (6), 2:55                    |                                                                                        |
| 1                                  | 1-0                                | 16 ноября 2019                     | Хесус Сервантес Вильянуэва (9-7)   | Plaza De Toros, Сан-Мигель-де-Альенде, штат Гуанахуато, Мексика    | TKO 2 (6), 1:58                    | Профессиональный дебют.                                                                |

## Награды
- Орден «Эл-юрт хурмати» (2024)[4]